# Biserica de lemn din Nicula

Biserica veche de lemn de la Mănăstirea Nicula, județul Cluj

Biserica veche de lemn din incinta mǎnǎstirii Nicula, adusă aici în 1974, din satul Gostila, jud. Sălaj

Vechea Biserică de lemn de la Nicula, ce s-a aflat în cadrul așezământului monahal de la Nicula, comuna Fizeșu Gherlii, județul Cluj, a avut hramul Adormirea Maicii Domnului și a fost prima biserică a Mănăstirii Nicula. Aceasta a ars până la temelie în urma unui incendiu declanșat în 24 aprilie 1973.

## Istoric și trăsături
În anul 1602 a ars tot satul Nicula, inclusiv biserica, după care sătenii și-au refăcut casele și gospodăriile. În locul bisericii din lemn arse în 1602 și-au construit această biserică din lemn, pe dealul numit „Vergheleu”, cu iconostas datat 15 februarie 1694 și clopot inscripționat din 1696 cu litere chirilice. În această biserică parohială a Niculei a fost așezată icoana Maicii Domnului zugrăvită de meșterul Luca din Iclod în 1681 și cumpărată de nobilul român Ioan din Nicula, care a dăruit-o bisericii parohiale din sat. Conform procesului-verbal încheiat la 28 martie 1699 de iezuiții conventului de la Cluj-Mănăștur, icoana ar fi lăcrimat în acel an din 15 februarie până în 12 martie, la fel ca icoana similară din Pociu, care ar fi lăcrimat în 1696. 
Papa Clement al XIII-lea a acordat în anul 1767 indulgență plenară (iertarea păcatelor) celor care vizitează biserica de la Nicula în sărbătorile mariane ale Nașterii Fecioarei Maria, Bunei‑Vestiri și Adormirii Maicii Domnului. 
În perioada interbelică Biserica Ortodoxă Română a organizat o propagandă intensă împotriva pelerinajelor greco-catolice de la Mănăstirea Nicula. Astfel oficiosul Episcopiei Ortodoxe a Vadului, Feleacului și Clujului, săptămânalul Renașterea, nega în anul 1938 faptul că la Nicula, în mănăstirea „uniaților” (expresia peiorativă la adresa greco-catolicilor), s-ar afla adevărat icoană a Maicii Domnului care a lăcrimat în 1699. Autorul articolului intitulat „Baza pelerinajului de la Nicula” concluziona că „cercetările istorice dovedesc că la Nicula e numai o pseudo-icoană”, iar originalul s-ar afla la Biserica Piariștilor din Cluj.
Călugării bazilieni greco-catolici de la Nicula au fost arestați de autoritățile comuniste în anul 1948 iar în locul lor a fost instalat la 18 decembrie 1948 primul stareț ortodox, în persoana ieromonahului Varahiil Jitaru, născut în anul 1913 în localitatea Pângărați, județul Neamț.
Ca și trăsături, biserica avea un plan comun, cu altarul mai mic. Turnul era mic, modest, cu galerie simplă, coiful având 8 fețe.
În anul 1974, în locul bisericii arse a fost adusă o altă biserică de lemn din Năsal Fânațe, originară din localitatea sălăjeană Gostila.